# مونروي سيتي (إنديانا)
مونروي سيتي (بالإنجليزية: Monroe City, Indiana)‏ هي بلدة أمريكية تقع في الولايات المتحدة في مقاطعة نوكس (إنديانا). يقدر عدد سكانها بـ 545 نسمة ومساحتها 0.70 كم2 وترتفع عن سطح البحر 159 متر.

## التركيبة السكانية
قام مكتب تعداد الولايات المتحدة بتحديد بيانات التركيبة السكانية لمونروي سيتي في تعداد الولايات المتحدة. في ما يلي، التركيبة السكانية حسب تعدادي 2000 و2010.

### تعداد عام 2000
بلغ عدد سكان مونروي سيتي 548 نسمة بحسب تعداد عام 2000، وبلغ عدد الأسر 231 أسرة وعدد العائلات 157 عائلة مقيمة في البلدة. في حين سجلت الكثافة السكانية 2,039.4 نسمة لكل ميل مربع (787.4/كم2). وبلغ عدد الوحدات السكنية 259 وحدة بمتوسط كثافة قدره 963.9 نسمة لكل ميل مربع (372.2/كم2).
وتوزع التركيب العرقي للبلدة بنسبة 99.27% من البيض و 0.18% من الأمريكيين الأفارقة و 0.55% من عرقين مختلطين أو أكثر.
بلغ عدد الأسر 231 أسرة كانت نسبة 32.9% منها لديها أطفال تحت سن الثامنة عشر تعيش معهم، وبلغت نسبة الأزواج القاطنين مع بعضهم البعض 53.7% من أصل المجموع الكلي للأسر، ونسبة 11.3% من الأسر كان لديها معيلات من الإناث دون وجود شريك، وكانت نسبة 32.0% من غير العائلات. تألفت نسبة 31.2% من أصل جميع الأسر من أفراد ونسبة 16.9% كانوا يعيش معهم شخص وحيد يبلغ من العمر 65 عاماً فما فوق. وبلغ متوسط حجم الأسرة المعيشية 2.94، أما متوسط حجم العائلات فبلغ 2.36.
بلغ العمر الوسطي للسكان 39 عاماً. وكانت نسبة 24.6% من القاطنين تحت سن الثامنة عشر، وكانت نسبة 8.4% بين الثامنة عشر والأربعة وعشرون عاماً، ونسبة 26.8% كانت واقعةً في الفئة العمرية ما بين الخامسة والعشرون حتى والأربعة وأربعون عاماً، ونسبة 22.6% كانت ما بين الخامسة والأربعون حتى الرابعة والستون، ونسبة 17.5% كانت ضمن فئة الخامسة والستون عاماً فما فوق. يوجد لكل 100 أنثى 93.6 ذكر، ويوجد لكل 100 أنثى في الثامنة عشر من عمرها فما فوق 90.3 ذكر.
بلغ متوسط دخل الأسرة في البلدة 32,788 دولار، أما متوسط دخل العائلة فبلغ 43,125 دولار. وكان متوسط دخل الذكور 31,364 دولار مقابل 18,269 دولار للإناث. وسجل دخل الفرد الخاص بالبلدة 15,579 دولار. وكانت نسبة 7.2% من العائلات ونسبة 7.1% من السكان تحت خط الفقر، وكان من هؤلاء نسبة 9.0% تحت سن الثامنة عشر ونسبة 2.0% في الخامسة والستين من العمر وما فوق.

### تعداد عام 2010
بلغ عدد سكان مونروي سيتي 545 نسمة بحسب تعداد عام 2010، وبلغ عدد الأسر 217 أسرة وعدد العائلات 153 عائلة مقيمة في البلدة. في حين سجلت الكثافة السكانية 2,018.5 نسمة لكل ميل مربع (779.3/كم2). وبلغ عدد الوحدات السكنية 238 وحدة بمتوسط كثافة قدره 881.5 لكل ميل مربع (340.3/كم2).
وتوزع التركيب العرقي للبلدة بنسبة 98.7% من البيض و 0.2% من الأمريكيين الأصليين و 0.6% من الأمريكيين الأفارقة.
بلغ عدد الأسر 217 أسرة كانت نسبة 37.8% منها لديها أطفال تحت سن الثامنة عشر تعيش معهم، وبلغت نسبة الأزواج القاطنين مع بعضهم البعض 53.0% من أصل المجموع الكلي للأسر، ونسبة 14.3% من الأسر كان لديها معيلات من الإناث دون وجود شريك، بينما كانت نسبة 3.2% من الأسر لديها معيلون من الذكور دون وجود شريكة وكانت نسبة 29.5% من غير العائلات. تألفت نسبة 29.0% من أصل جميع الأسر من أفراد ونسبة 13.8% كانوا يعيش معهم شخص وحيد يبلغ من العمر 65 عاماً فما فوق. وبلغ متوسط حجم الأسرة المعيشية 3.08، أما متوسط حجم العائلات فبلغ 2.51.
بلغ العمر الوسطي للسكان 32.8 عاماً. وكانت نسبة 28.8% من القاطنين تحت سن الثامنة عشر، وكانت نسبة 8.2% بين الثامنة عشر والأربعة وعشرون عاماً، ونسبة 29% كانت واقعةً في الفئة العمرية ما بين الخامسة والعشرون حتى والأربعة وأربعون عاماً، ونسبة 20.7% كانت ما بين الخامسة والأربعون حتى الرابعة والستون، ونسبة 13.2% كانت ضمن فئة الخامسة والستون عاماً فما فوق. وتوزع التركيب الجنسي للسكان بنسبة 47.3% ذكور و52.7% إناث.